# Kollektiv nyttighet
En kollektiv nytta eller kollektiv vara är inom samhällsvetenskap, särskilt nationalekonomi, en vara eller tjänst som kännetecknas av två grundläggande egenskaper: 1. ickerivalitet och 2. icke exkluderbarhet. 
Ickerivalitet innebär att en persons konsumtion av en vara inte påverkar kvantiteten eller kvaliteten av samma vara som en annan person kan konsumera. 
Icke exkluderbarhet innebär att det inte går att utesluta någon från konsumtion av en vara (t ex för att denna ej betalat för varan).
Varor som endast innehar en av egenskaperna kallas semikollektiv vara, medan de varor som innehar båda egenskaperna kallas för genuint kollektiv vara.

## Exempel
Exempel på genuint kollektiva varor kan vara 
- brandförsvar
- isbrytning
- fyrar
- luft
- militärt försvar

## Egenskaper för kollektiva nytta
Egenskaperna för en kollektiv vara får till följd, att om den tillhandahålls av marknaden, kommer jämviktskvantiteten inte att bli den samhällsekonomiskt optimala. Inte heller den kvantitet som tillhandahålls av en demokrati kommer att bli samhällsekonomiskt optimal.
Upprätthållandet av kollektiva nyttigheter är ett centralt problem för alla samhällen, organisationer och företag. Det beror ofta på svårigheter med kollektivt handlande. En avgörande svårighet är att undvika fripassagerare, individer som utnyttjar den gemensamma nyttigheten, men inte bidrar till dess upprätthållande. Politiska och demokratiska beslut och politisk organisering liksom uttag av skatter, finns i hög grad till för att skapa kollektiva nyttigheter.
Förmågan att skapa, upprätthålla och effektivt organisera kollektiva nyttigheter är en viktig orsak till skillnader i produktivitet, ojämlikhet och konfliktnivåer mellan olika samhällen och länder.